# Tyrone Poole
Tyrone Poole (LaGrange, 3 febbraio 1972) è un ex giocatore di football americano statunitense che ha militato nel ruolo di cornerback nella National Football League (NFL).

## Biografia
Al college, Poole giocò a football alla Fort Valley State University, divenendo il primo giocatore della storia dell'istituto ad essere scelto nel primo giro del draft, 20º assoluto nel Draft NFL 1995, da parte dei Carolina Panthers, alla loro stagione di debutto nella lega. Vi giocò per tre stagioni, dopo di che milito nei roster di Indianapolis Colts (1998-2000, partendo quasi sempre titolare), Denver Broncos (2001-2002), New England Patriots (2003-2005, con cui vinse due Super Bowl consecutivi), Oakland Raiders (2006), Houston Texans (pre-stagione 2007), di nuovo Broncos (pre-stagione 2008) e infine Tennessee Titans nel novembre e dicembre 2008.

## Palmarès

### Franchigia
- Super Bowl : 2

New England Patriots: XXXVIII, XXXIX
- American Football Conference Championship: 2

New England Patriots:  2003, 2004

### Individuale
- PFWA All-Rookie Team - 1995

## Statistiche
| Tackle     | 482 |
| Sack       | 6,0 |
| Intercetti | 18  |